# ريتشارد مانو
ريتشارد مانو (بالإنجليزية: Richard Manu)‏ (20 يناير 1974 بغانا - ) هو لاعب كرة قدم غاني في مركز الدفاع. شارك مع منتخب غانا لكرة القدم. أما مع النوادي، فقد لعب مع أشانتي كوتوكو وبوروسيا نوينكيرشن وEimsbütteler TV ‏ وآينتراخت باد كرويتسناخ ‏ وتورو دوسلدورف.

## وصلات خارجية
- ريتشارد مانو على موقع قاعدة بيانات كرة القدم.إي يو (الإنجليزية)